# 19004 Chirayath
19004 Chirayath este o planetă minoră (asteroid), cu un diametru de 1,835 km, din centura de asteroizi. A fost descoperită pe 2 septembrie 2000 la Experimental Test Site⁠(d) de Lincoln Near-Earth Asteroid Research. 
Obiectul prezintă o orbită caracterizată de o semiaxă mare de 2,2293586 UAi, o excentricitate de 0,18, o înclinație de 1,56688 ° în raport cu ecliptica.